# アルキシュ・テムル
アルキシュ・テムル（モンゴル語: Arqiš temür、? - 1256年）は、モンゴル帝国に仕えたウイグル人の一人。『元史』における漢字表記は阿里乞失帖木児(ālǐqǐshī tièmùér)。

## 概要
アルキシュ・テムルは初期のモンゴル帝国に仕えたウイグル人の一人のタブンの息子で、父の引退後に地位を継承して興平等処行省都元帥となった。刑罰は軽く徭役は薄くして民の負担を軽くしたとされる。高麗侵攻に従軍して功績を挙げたが、1256年（丙辰）に亡くなった。
アルキシュ・テムルの死後はその息子のアダイが後を継ぎ、第4代皇帝モンケの治世下で平灤路総管府・平灤路ダルガチなどを歴任した。モンケの死後も引き続きその弟のクビライに仕え、ナヤンの乱鎮圧に功績を挙げたことが記録されている。アダイの地位は息子のデルヴィシュが継いだ。